# Rehungen
Rehungen is een plaats en voormalige gemeente in de Duitse deelstaat Thüringen, en maakt deel uit van de gemeente Sollstedt in het Landkreis Nordhausen.

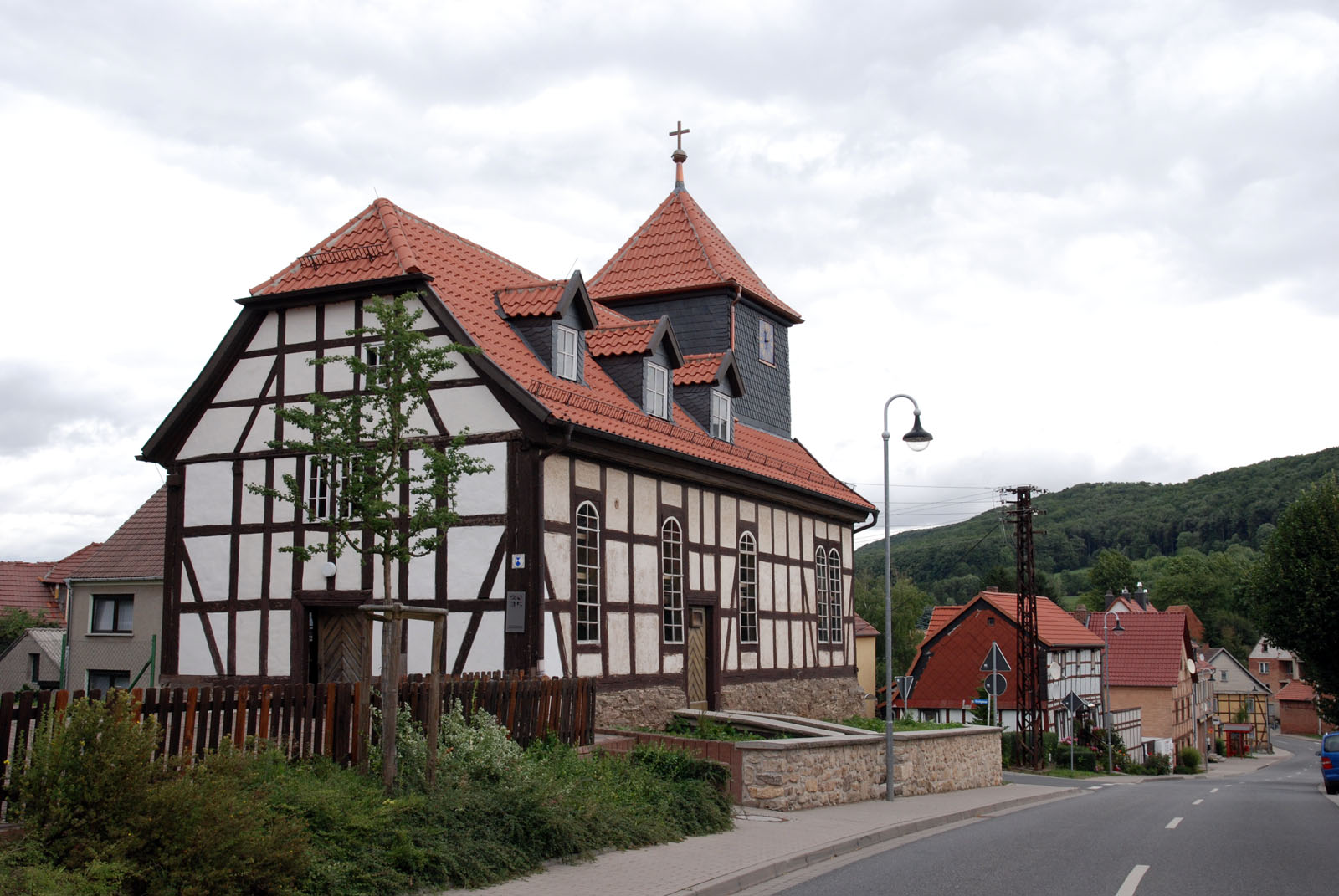
Dorpskerk